# Audio Stream Input/Output
Audio Stream Input/Output (ASIO) là giao thức trình điều khiển (driver) card âm thanh máy tính cho âm thanh kỹ thuật số được phát triển bởi Steinberg, cung cấp giao diện âm thanh với độ trễ thấp và trung thực cao giữa ứng dụng và card âm thanh máy tính. Trong khi DirectSound của Microsoft thường được sử dụng làm phương thức trung gian cho người dùng nghiệp dư, ASIO cho phép các nhạc sĩ và kỹ sư âm thanh truy cập trực tiếp vào phần cứng.

## Tổng quan
ASIO bỏ qua phương thức phát âm thanh thông thường từ ứng dụng thông qua các lớp trung gian của hệ điều hành Windows, cho phép ứng dụng kết nối trực tiếp với phần cứng của card âm thanh. Mỗi lớp trung gian được bỏ qua sẽ giảm độ trễ (độ trễ giữa ứng dụng và âm thanh phát ra bởi card âm thanh, hoặc tín hiệu đầu vào từ card âm thanh đến ứng dụng). Bằng cách này, ASIO cung cấp phương thức đơn giản để truy cập nhiều nguồn vào và ra âm thanh một cách độc lập.

### Hệ điều hành hỗ trợ
Hiện tại chỉ hỗ trợ trong Microsoft Windows. Từ Windows Vista, KMixer đã được gỡ bỏ và thay thế bằng WASAPI và trình điều khiển (driver) cổng WaveRT mới.
Kể từ năm 2007, còn có trình điều khiển ASIO thử nghiệm cho Wine, tương thích với Linux.

### Giới hạn sử dụng
Là một giao thức độc quyền, khả năng tương thích với các ứng dụng âm thanh trên Windows không phổ biến. Ví dụ: hướng dẫn sử dụng của trình chỉnh sửa âm thanh Audacity nêu rõ: "Các hạn chế cấp phép ngăn chúng tôi hỗ trợ ASIO trong các phiên bản Audacity đã phát hành, nhưng Audacity có thể được biên dịch để hỗ trợ ASIO nhằm mục đích sử dụng riêng tư, không được phép phân phối." 
Một giải pháp thay thế phổ biến là sử dụng trình điều khiển ASIO4All của lập trình viên người Đức Michael Tippach, cung cấp độ trễ thấp cho các card âm thanh không được thiết kế để sản xuất âm nhạc.